# أيانا في. جاكسون
أيانا في. جاكسون (بالإنجليزية: Ayana V. Jackson)‏ هي مصورة أمريكية، ولدت في 14 مايو 1977 في ليفنجستون ‏ في الولايات المتحدة.